# Ludwig von Kramer

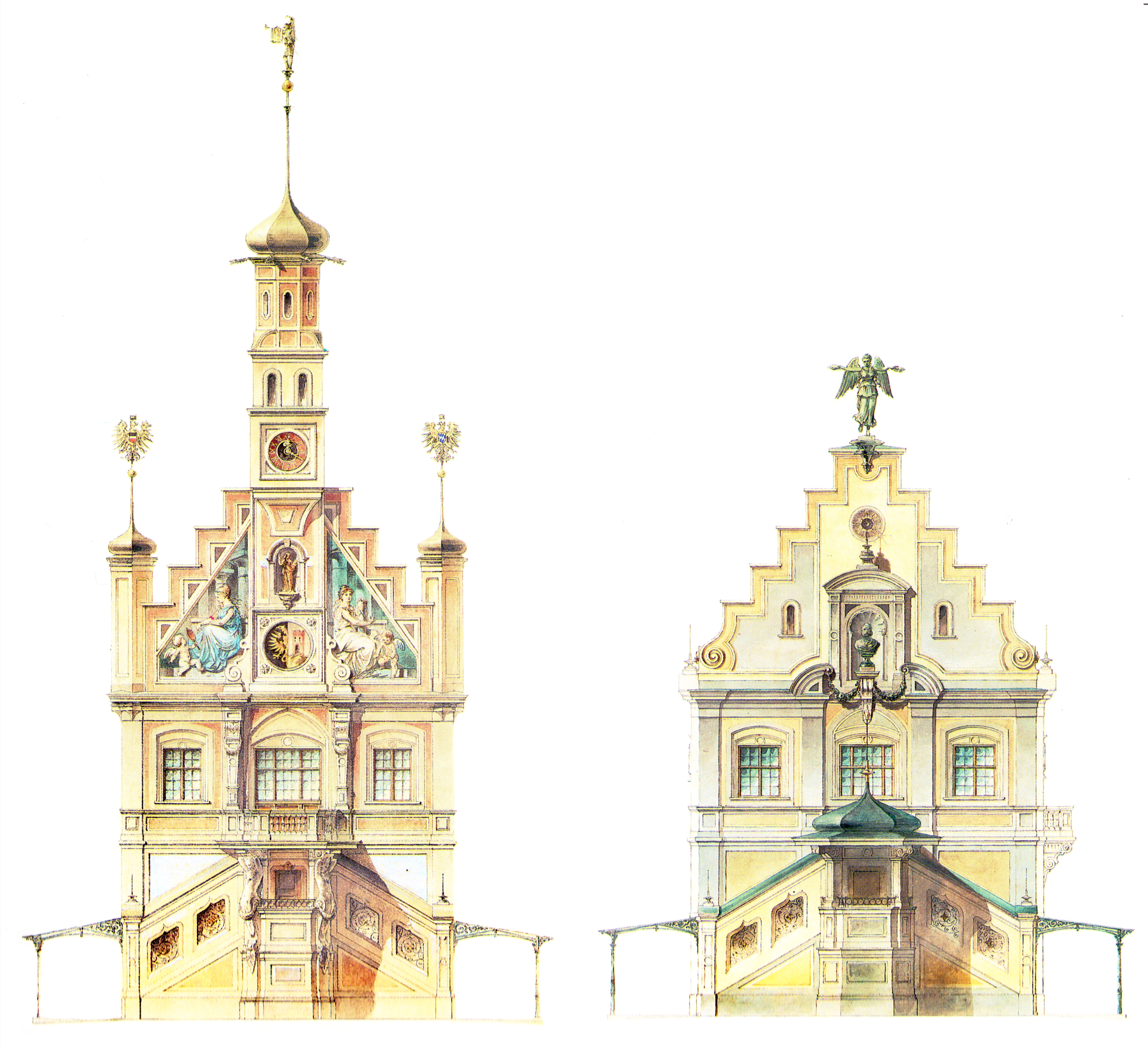
Ausgeführter Entwurf von Ludwig von Kramer zur Umgestaltung des Kemptener Rathauses

Ludwig von Kramer (* 25. Mai 1840 in Augsburg; † 7. Januar 1908 in München) war ein deutscher Maler, Illustrator und Restaurator.

## Leben
Der Augsburger Maler und Illustrator war der Bruder von Joseph von Kramer und Theodor von Kramer. Er machte seine Ausbildung seit 1857 an der Akademie der Bildenden Künste München und wirkte danach als Lehrer an der Gewerbeschule in Kempten und am Realgymnasium in Regensburg. Wegen eines Augenleidens trat Ludwig von Kramer in frühen Jahren in den Ruhestand und widmete sich der Kunst. So betätigte er sich als Restaurator im Kornhaus und Rathaus in Kempten (Allgäu). Ebenso war er in Perschen in der Oberpfalz tätig. In der Kirche Unser Frauen in Memmingen restaurierte er die 1890 wiederentdeckten Fresken und 1903 die 1875 ebenfalls wiederentdeckten Fresken in der Abteikirche Ottmarsheim im Elsass. Im Katalogsaal der Augsburger Staatsbibliothek, Schaezlerstraße 25, ist ein großformatiger Karton „Augsburg in der Renaissance“, um 1870/80, aufgehängt. In Nürnberg wurde er 1874 Mitglied der Freimaurerloge Joseph zur Einigkeit.
Von Kramer betätigte sich auch als Illustrator von Kinderbüchern. So bebilderte er Lina Morgensterns 1861 erschienene Hundert Geschichten aus der Kinderwelt, er verfasste aber auch eigenes.

## Werke
Der Künstler schrieb auch eigene Kinderbücher.
- Ostereier
- Allerlei in bunter Reih